# Armagedda
Armagedda, in het begin van zijn carrière nog bekend als "Gedda", is een drummer in het blackmetalgenre en was de drummer van de band Immortal van 1989 tot 1992. Armagedda is de naam van een vallei in Israël die in de Bijbel voorkomt. 
Drummer Armagedda speelde op het album "Diabolical Fullmoon Mysticism" van Immortal. Wegens onderlinge meningsverschillen over elkaar en over de muziek verliet Armagedda, kort na het uitkomen van dit album, de band Immortal. Hij speelde daarna onder zijn eigen naam als gastdrummer bij een aantal bands zoals bij "Amputation".
In 2005 richtte hij met Abbath, (Immortal, echte naam Olve Eikemo), met nog twee vrienden de band I op en in 2006 kwam hun debuutalbum "Between Two Worlds" uit. Een terugkeer naar Immortal is volgens Armagedda echter uitgesloten, mede omdat 'Horgh' nu de drummer is.
Er bestaat ook nog een Zweedse blackmetalband die onder de naam Armagedda speelde, deze band is echter door iemands anders, namelijk 'A.', opgericht.